# Сенаторы I созыва Сената Польской Республики (1922—1927)
Сенат I созыва (1922—1927) — верхняя палата парламента, избранная 12 ноября 1922 года. Первая сессия состоялась 28 ноября 1922 года, последняя — 13 июля 1927 года. Сенат I созыва и Сейм I созыва избрали трёх президентов Республики Польша в качестве Национального собрания.
Сенат I созыва избирался путем демократических пяти-принципных выборов (прямых, всеобщих, равных, тайных и пропорциональных), проводимых на основании Конституции, принятой Законодательным Сеймом, и на основании Закона о выборах Сената Польской Республики от 28 июля 1922 года. Граждане, достигшие 30-летнего возраста и проживавшие в округе в течение года до дня выборов, имели активное избирательное право, за исключением вновь поселившихся колонистов, рабочих, меняющих место работы, и должностных лиц, меняющих место работы. Граждане, которым на день объявления выборов исполнилось 40 лет и старше, имели пассивное избирательное право.
Было избрано 111 сенаторов, из них 93 по округам и 18 по партийным спискам. Избирательными округами были воеводства и отдельный район города Варшавы.
Сенат I созыва вместе с Сеймом I созыва избрали в качестве Национального собрания трех президентов Польской Республики:
- 9 декабря 1922 — проф. Габриэль Нарутович,
- 20 декабря 1922 — проф. Станислав Войцеховский,
- 1 июня 1926 — проф. Игнаций Мосцицкий.

## Президиум Сената I созыва
| Сенатор                                                                     | Сенатор              | Должность     | Фракция                                  | Время в должности | Время в должности | Время в должности |
| Сенатор                                                                     | Сенатор              | Должность     | Фракция                                  | С                 | До                | До                |
| --------------------------------------------------------------------------- | -------------------- | ------------- | ---------------------------------------- | ----------------- | ----------------- | ----------------- |
|                                                                             | Болеслав Лимановский | Маршал-сеньор | Польская социалистическая партия         | 27 ноября 1922    | 27 ноября 1922    |                   |
| Маршал-сеньор председательствует на заседании Сената до избрания Президиума |                      |               |                                          |                   |                   |                   |
|                                                                             | Войцех Тромпчинский  | Маршал Сената | беспартийный                             | 28 ноября 1922    | 26 марта 1928     |                   |
|                                                                             | Якуб Бойко           | Вице-маршал   | Польская народная партия «Пяст»          | 28 ноября 1922    | 26 марта 1928     |                   |
|                                                                             | Антони Стыхель       | Вице-маршал   | Христианский союз национального единства | 28 ноября 1922    | 26 марта 1928     |                   |
|                                                                             | Ян Вужницкий         | Вице-маршал   | Польская народная партия «Освобождение»  | 28 ноября 1922    | 26 марта 1928     |                   |

## Фракции (Положение в конце каденции)
- Христианский союз национального единства — 47 сенаторов.
- Блок национальных меньшинств — 23 сенатора.
- Польская народная партия «Пяст» — 17 сенаторов.
- Польская народная партия «Освобождение» — 8 сенаторов.
- Польская социалистическая партия — 7 сенаторов.
- Национальная рабочая партия — 4 сенатора.
- Центральный союз купцов — 2 сенатора.
- Беспартийные — 4 сенатора.

| Христианский союз национального единства | Христианский союз национального единства | Христианский союз национального единства | Христианский союз национального единства |
| --- | --- | --- | --- |
| | | | |
| - Станислав Адамский - Александр Адельман - Ян Альбрехт - Игнаций Балиньский - Иоахим Бартошевич - Болеслав Белявский - Михал Бояновский - Феликс Болт - Павел Брандыс - Юлиан Макаревич - Витольд Чарторыйский - Мацей Глогер | - Эмиль Годлевский - Владислав Грабский - Йоахим Хемпель - Владислав Яблоновский - Станислав Карпиньский - Эрик Курнатовский - Станислав Винценты Кашница - Мариан Киниорский - Болеслав Косковский - Ян Якуб Ковальчик - Блажей Кживковский - Эразм Семкович | - Станислав Липковский - Ян Лащ - Леон Лубеньский - Вацлав Малиновский - Станислав Мантерыс - Август Адольф Цешковский - Хенрик Орлиньский - Леон Янта-Полчиньский - Тадеуш Поповский - Юзеф Прондзиньский - Людомил Пулаский - Адам Стефан Сапега | - Михал Сициньский - Стефан Смульский - Ян Стецкий - Антони Стыхель - Марцин Шарский - Юзефа Шебеко - Тадеуш Шулджиньский - Казимеж Грюцмахер - Максимилиан Тулье - Юлиуш Здановский - Леон Жебровский |
| Блок национальных меньшинств | | | |
| | | | |
| - Исаак Баумингер - Якуб Бодек - Вячеслав Богданович - Маркус Брауде - Георг Буссе - Михайло Черкавский | - Моисей Дойчер - Артур Габрих - Дамиан Герштанский - Эрвин Хасбах - Александр Карпиньский - Моисей Кёрнер | - Олена Левчановская - Лев Маркович - Курт Майер - Ушер Израиль Мендельсон - Алексей Назаревский - Иван Пастернак | - Михал Рингель - Фишель Роттенстрайх - Исаак Рубинштейн - Карл Эрнест Штульт - Юлиуш Артур Вурцель |
| Польская народная партия «Пяст» | | | |
| | | | |
| - Станислав Бялый - Юзефат Блыскош - Якуб Бойко - Юзеф Бузек - Густав Добруцкий | - Владислав Длугош - Людвик Хаммерлинг - Юзеф Яхович - Тадеуш Канёвский | - Анджей Кендзёр - Юзеф Крук - Бронислав Кжижановский - Юлиан Новак | - Станислав Новак - Францишек Сцибор - Анджей Средневский - Болеслав Вислоух |
| Польская народная партия «Освобождение» | | | |
| | | | |
| - Станислав Гашиньский - Вацлав Янушевский | - Станислав Калиновский - Александра Карницкая | - Зыгмунт Новицкий - Сатурнин Осиньский | - Ян Вужницкий - Пётр Зубович |
| Польская социалистическая партия | | | |
| | | | |
| - Ян Энглих - Ромуальд Ярмулович | - Стефан Копциньский - Дорота Клушиньская | - Болеслав Лимановский - Станислав Познер | - Станислав Седлецкий |
| Национальная рабочая партия | | | |
| | | | |
| - Антони Банашак | - Ян Керчиньский | - Войцех Вянцек | - Юлиан Шиховский |
| Центральный союз купцов | | | |
| | | | |
| - Рафал Шерешовский | - Адольф Трускер | | |
| Внефракционные | | | |
| | | | |
| - Мацей Касперович | - Войцех Тромпчинский | - Александр Власов | - Станислав Мацеевич |

## Сенаторы, мандат которых был прекращён во время каденции
| Сенатор                | Партия                                   | Дата прекращения мандата | Причина                         |
| ---------------------- | ---------------------------------------- | ------------------------ | ------------------------------- |
| Станислав Густав Брюн  | Христианский союз национального единства | 7 июля 1925              | смерть                          |
| Тадеуш Ценьский        | Христианский союз национального единства | 3 ноября 1925            | смерть                          |
| Людвик Юзеф Каспшик    | Христианский союз национального единства | 27 ноября 1925           | отказ от мандата                |
| Зыгмунт Леваковский    | Христианский союз национального единства | 5 октября 1924           | выход на пенсию                 |
| Станислав Новодворский | Христианский союз национального единства | май 1926                 | назначен судьёй Верховного суда |
| Юзеф Теофил Теодорович | Христианский союз национального единства | 1923                     | отказ от мандата                |
| Максимилиан Бенненшток | Блок национальных меньшинств             | 20 марта 1923            | смерть                          |
| Леон Мисёлек           | Польская социалистическая партия         | 25 декабря 1926          | смерть                          |
| Ксаверий Праусс        | Польская социалистическая партия         | 14 декабря 1925          | смерть                          |
| Эрнест Адам            | Христианский союз национального единства | 22 ноября 1926           | смерть                          |
| Лейба Ковальский       | Блок национальных меньшинств             | 26 июля 1925             | смерть                          |
| Томаш Щепоник          | Блок национальных меньшинств             | 30 января 1927           | смерть                          |

## Сенаторы, получившие мандат во время каденции
| Сенатор                  | Партия                                   | Дата получения мандата |
| ------------------------ | ---------------------------------------- | ---------------------- |
| Ромуальд Ярмулович       | Польская социалистическая партия         | 16 февраля 1927        |
| Дорота Клушиньская       | Польская социалистическая партия         | 25 декабря 1925        |
| Войцех Вянцек            | Национальная рабочая партия              | 22 ноября 1926         |
| Юлиуш Макаревич          | Христианский союз национального единства | 1925                   |
| Эрик Курнатовский        | Христианский союз национального единства | 27 ноября 1925         |
| Эразм Семкович           | Христианский союз национального единства | 6 ноября 1924          |
| Август Адольф Цешковский | Христианский союз национального единства | май 1926               |
| Казимеж Грюцмахер        | Христианский союз национального единства | 1923                   |
| Исаак Баумингер          | Блок национальных меньшинств             | 11 сентября 1925       |
| Якуб Бодек               | Блок национальных меньшинств             | 19 апреля 1923         |
| Артур Габрих             | Блок национальных меньшинств             | июнь 1927              |

## Главы комиссий
| Комиссия                                | Председатель комиссии | Партия                                   |
| --------------------------------------- | --------------------- | ---------------------------------------- |
| Административная комиссия               | Юлиуш Здановский      | Христианский союз национального единства |
| Комиссия по социальной экономике        | Анджей Средневский    | Польская народная партия «Пяст»          |
| Комиссия по образованию и культуре      | Станислав Калиновский | Польская народная партия «Освобождение»  |
| Юридическая комиссия                    | Михал Рингель         | Блок национальных меньшинств             |
| Регламентная комиссия                   | Леон Лубеньский       | Христианский союз национального единства |
| Комиссия казначейства и бюджета         | ?                     | ?                                        |
| Комиссия по иностранным и военным делам | Мариан Киниорский     | Христианский союз национального единства |